# Bataille de Saint-Bily
Chouannerie
Batailles
La bataille de Saint-Bily se déroule le 30 mai 1795, lors de la Chouannerie. Elle s'achève par la victoire des républicains qui s'emparent d'un camp chouan dans les bois de Saint-Bily, à Plaudren.

## Déroulement
Après l'attaque de Grand-Champ et la mort de Sébastien de Silz, une partie des chouans vaincus se replie sur le camp de Saint-Bily, situés dans les bois de la commune de Plaudren. Cependant le général républicain Josnet de Laviolais se lance à leur suite et attaque Saint-Bily le 11 prairial an III (30 mai 1795),.
D'après les rapports du représentant en mission Louis Urbain Bruë,, et du procureur général du Morbihan,, le combat oppose 400,, ou 500 républicains à 1 500 chouans,,. Ces derniers sont probablement menés par Pierre Guillemot et Jean Jan. Julien Guillemot, fils de Pierre Guillemot, évoque dans ses mémoires la présence de Georges Cadoudal à Saint-Bily,, mais celle-ci n'est pas confirmée par les autres sources.
Moins aguerris, les chouans sont mis en déroute par les républicains, qui attaquent à la baïonnette,,. Selon le journal de l'abbé Richard, les chouans s'enfuient vers Saint-Jean-Brévelay et sont poursuivis jusqu'à Bignan où un autre combat s'engage. À cette occasion, les républicains sont renforcés par des dragons lorientais en garnison à Locminé.

## Pertes
Les pertes du combat sont mal connues. Selon le représentant Bruë, les pertes des chouans sont de 150 hommes,, tandis que le procureur général du Morbihan écrit au Comité de Sûreté générale que l'affaire « n'a pas dû coûté une seule goutte de sang républicain » et que « la perte des rebelles a dû être considérable ».
Le conseil royaliste du Morbihan affirme n'avoir « perdu que peu de monde »,, mais Julien Guillemot fait mention dans ses mémoires de « grandes pertes » à Saint-Bily.